# 12 Vulpeculae
12 Vulpeculae, som är stjärnans Flamsteed-beteckning, är en ensam stjärna belägen i den södra delen av stjärnbilden, Räven. som också har variabelbeteckningen V395 Vulpeculae. Den har en minsta skenbar magnitud på ca 4,97 och är svagt synlig för blotta ögat där ljusföroreningar ej förekommer. Baserat på parallaxmätning inom Hipparcosuppdraget på ca 5,2 mas, beräknas den befinna sig på ett avstånd på ca 630 ljusår (ca 193 parsek) från solen. Den rör sig närmare solen med en heliocentrisk radialhastighet av ca -25 km/s.

## Egenskaper
12 Vulpeculae A är en blå till vit stjärna i huvudserien av spektralklass B2.5 V. Den har en massa som är ca 6,8 solmassor, en radie som är ca 3,4 solradier och utsänder ca 963 gånger mera energi än solen från dess fotosfär vid en effektiv temperatur på ca 18 900 K.
12 Vulpeculae är en variabel Be-stjärna, som varierar mellan visuell magnitud +4,78 och 4,97 utan någon fastställd periodicitet.